# Прапор Каховки
Пра́пор Кахо́вки затверджений 30 вересня 1998 р. рішенням № 35/6 VI сесії Каховської міської ради XXIII скликання.

## Опис
Квадратне синє полотнище, у центрі — жовте три колосся, над ним три білі чотирипроменеві зірки, середня вище від двох інших.
Автори — Г.Гнатовський, В.Понюченко, В.Шумський, С.Федченко, В.Федченко.
Комп'ютерна графіка — В. М. Напиткін.